# Харабет Юхим Вікторович
Юхи́м Ві́кторович Харабе́т (29 липня 1929, село Анадоль, нині Волноваський район, Донецька обл. — 8 березня 2004, Маріуполь) — український медальєр, надазовський грек за походженням. Член Спілки художників УРСР (нині — Національна спілки художників України). Заслужений діяч мистецтв УРСР, почесний громадянин міста Маріуполь. Брат Віктора Вікторовича Харабета (1939—2017).

## Біографія
Народився в селянській родині. Закінчив Маріупольську школу моряків і працював на флоті. Працював на цілинних землях під час кампанії по їх освоєнню. У 1960 закінчив Ташкентський культурно-освітній технікум.
- У 1963 р. повернувся в Маріуполь.
- У 1966 р. закінчив Всесоюзну вищу школу культури у Ленінграді.
- З 1970 р. — директор Маріупольських художніх майстерень.
- З 1978 р. — член Спілки художників СРСР, член Спілки художників УРСР.
- 1993 р. — заслужений діяч мистецтв УРСР.
- 1997 р. — почесний громадянин міста Маріуполь
- 1999 р. — орден «За заслуги» III ст.[2]
- Посмертно в місті Маріуполь створено Музей медальєра Юхима Харабета.

## Персональні виставки
- 1981 р. — в місті Аден (Ємен)
- 1982 р. — участь в 15-й Берингоморській експедиції і виставка
- 1985, 1989 рр. — в місті Магдебург (Німенччина)
- 1991 р. — в місті  Москва, в Будинку дружби народів
- 1993 р. — в місті Вітебськ на 2-му фестивалі «Слов'янський базар»
- 2002 р. — в місті Париж на виставці Всесвітньої федерації медальєрного мистецтва.

## Твори
- медалі — пам'яті художника О. Ацманчука (1974)

- на честь 70-річчя народного артиста України Б. Сабурова (1982)
- 150-річчя А. Куїнджі (1991)
- 120-річчя Лесі Українки; «Почесна відзнака Президента України» (1992)
- серії медалей — «Микола Реріх», «Федір Достоєвський», «Тарас Шевченко» (1985—1992).